# 28980 Chowyunfat
28980 Chowyunfat este o planetă minoră (asteroid) din centura de asteroizi. A fost descoperită pe 15 iunie 2001 la Desert Beaver Observatory⁠(d) de William Kwong Yu Yeung. 
Obiectul prezintă o orbită caracterizată de o semiaxă mare de 2,2873042 UAi, o excentricitate de 0,19, o înclinație de 6,38899 ° în raport cu ecliptica.